# Fagforbundet
Fagforbundet är ett norskt fackförbund inom Landsorganisasjonen. Det bildades 2003 genom sammanslagning av LO-förbundet Norsk Kommuneforbund och YS-förbundet Norsk Helse- og Sosialforbund. Fagforbundet är LO:s största förbund med 350 000 medlemmar (2016). Förbundet ger ut tidningen Fagbladet. Förbundet är delägare i tidningen Klassekampen

## Ordförande
- Jan Davidsen (2003–2013)
- Mette Nord (2013– )